# Ардијер
Ардијер (фр. Ardillières) насеље је и општина у западној Француској у региону Поату-Шарант, у департману Приморски Шарант која припада префектури Рошфор.
По подацима из 2011. године у општини је живело 811 становника, а густина насељености је износила 51,66 становника/km². Општина се простире на површини од 15,7 km². Налази се на средњој надморској висини од 17 метара (максималној 31 m, а минималној 0 m).

## Демографија
| 1962. | 1968. | 1975. | 1982. | 1990. | 1999. | 2011. |
| ----- | ----- | ----- | ----- | ----- | ----- | ----- |
| 389   | 430   | 403   | 456   | 508   | 555   | 811   |

График промене броја становника у току последњих година